# Shimizu Osamu
Shimizu Osamu (jap. 清水 脩; * 4. November 1911 in Osaka; † 29. Oktober 1986 in Tokio) war ein japanischer Komponist.
Shimizu studierte von 1936 bis 1939 am Konservatorium Tokio (heute: Hochschule der Künste Tokio), wo er Schüler von Hashimoto Kunihiko war. Er arbeitete in der Musikabteilung von Radio Tokio und war später Generaldirektor eines Verlagshauses. Er komponierte fünfzehn Opern und zwei Ballette, in denen er Stoffe des Kabuki-Theaters verarbeitete, außerdem vier Sinfonien, kammermusikalische Werke, buddhistische Kantaten, Chorwerke und Lieder sowie die Olympische Hymne zur Eröffnung der Olympischen Spiele 1964 in Tokio.

## Opern
Liste der Bühnenwerke:
- Shuzenji monogatari (Die Geschichte von Shuzenji; Libretto von Okamoto Kidō nach einem Shin-Kabuki-Schauspiel), UA 1954
- The Charcoal Princess, UA 1956
- The Man Who Shoots at the Blue Sky, UA 1956
- Gauche, the Violoncellist, UA 1957
- The Singing Skeleton, UA 1962
- Shankan/Shunkan (eigenes Libretto mit Okamoto Kazuhiko), UA 1964
- The Merciful Poet, UA 1965
- Sumiyaki-hime, UA 1967
- Muko erabi (Der Hochzeitswettbewerb/The Marriage Contest), UA 1968 in Los Angeles
- Daibutsu-Kaigen, UA 1970
- Ikuta Gawa, UA 1971
- Yokobue, UA 1973
- Kicchomu shoten, UA 1973
- Shishiodori no Hajimari, UA 1978
- Aozora o Utsu Otoko, UA 1979